# Vân Tụ
Vân Tụ là một xã thuộc tỉnh Nghệ An, Việt Nam. Xã được hình thành trên cơ sở sáp nhập các xã Liên Thành, Mỹ Thành và Vân Tụ của huyện Yên Thành trong đợt Sáp nhập tỉnh thành Việt Nam 2025.

## Địa lý
Xã Vân Tụ có vị trí địa lý:
- Phía Đông giáp xã Hợp Minh;
- Phía Nam giáp xã Văn Hiến;
- Phía Tây giáp xã Vân Du, xã Văn Hiến và xã Bạch Hà;
- Phía Bắc giáp xã Quan Thành.

Xã Vân Tụ có diện tích tự nhiên 48,73 km².

## Hành chính và tên gọi
Xã Vân Tụ được thành lập theo Nghị quyết số 1678/NQ-UBTVQH15 của Ủy ban Thường vụ Quốc hội Việt Nam, ban hành ngày 16 tháng 6 năm 2025. Theo đó, sắp xếp toàn bộ diện tích tự nhiên, quy mô dân số của các xã Liên Thành, Mỹ Thành và Vân Tụ thuộc huyện Yên Thành trước đây thành một xã mới có tên gọi là xã Vân Tụ.
Trước đó, theo Đề án sắp xếp đơn vị hành chính cấp xã tỉnh Nghệ An, xã này là xã Yên Thành 4.
Sau sắp xếp xã có diện tích tự nhiên: 48,73 km², quy mô dân số: 43.922 người.